# Le Nom du Docteur
Le Nom du Docteur (The Name of the Doctor) est le treizième et dernier épisode de la septième saison de la deuxième série de la série télévisée britannique de science-fiction Doctor Who, diffusé sur BBC One le 18 mai 2013. Cet épisode marque également le retour de River Song et constitue un prélude à l'épisode du cinquantième anniversaire de la série.

## Synopsis
Au début de l'épisode, Clara est vue chutant à travers le temps et l'espace, et apparaissant aux côtés de plusieurs incarnations du Docteur. Elle affirme qu'elle a œuvré tout au long de l'histoire afin de le sauver, mais qu'il l'entend rarement et qu'elle est la fille impossible, et qu'elle est née pour sauver le Docteur.
Mme Vastra et Jenny apprennent d'un fou emprisonné un supposé secret au sujet du Docteur, il fait mention du tombeau du Docteur, ainsi que de la planète Trenzalore (mentionnée la première fois dans Le Mariage de River Song). Elles en avertissent Strax, River Song et Clara Oswald lors d'une conférence onirique à travers le temps. Pendant cette conversation, Vastra, Jenny et Strax sont attaqués par des humanoïdes dont le visage ressemble à un visage humain couvert d'un tissu blanc uniforme et tendu, sauf sur la bouche. En réaction, River force Strax, Vastra et Clara à se réveiller. Cette dernière se réveille de retour dans le Londres contemporain pour y trouver le Docteur, qui jouait (ou croyait jouer) à colin-maillard avec les enfants que garde Clara.
Averti par Clara de la mort apparente de ses amis, le Docteur décide qu'ils doivent aller à Trenzalore pour les sauver. Mettant en marche le TARDIS, il explique que ce qui a été découvert n'est pas son nom ni son secret, mais son tombeau, et que Trenzalore est l'endroit où il sera enterré, et le seul endroit où il ne devrait pas aller. Le Docteur branche Clara sur une des interfaces de données du TARDIS, ce qui lui permet d'accéder à sa mémoire et aux coordonnées de Trenzalore. Malgré les réticences du TARDIS, il réussit à poser le vaisseau sur la planète, ravagée par une guerre géante dans le passé et recouverte de pierres tombales. Un des monuments ressemble à une effigie gigantesque du TARDIS, mais le Docteur révèle qu'il s'agit en fait du futur TARDIS, qui est mort, et a enflé, incapable de maintenir ses fonctions trans-dimensionnelles.
Les créatures attaquent le duo. Le Docteur remarque la pierre tombale de River Song, chose qu'il estime impossible, en raison de sa mort physique à la Grande Bibliothèque (Bibliothèque des ombres). River contacte Clara à l'aide du lien psychique conservé après la conférence, et lui suggère que la pierre tombale est en fait une entrée secrète. Le Docteur révèle que River est sa femme, morte puis conservée dans la mémoire de la Grande Bibliothèque, et lui et Clara tombent à travers la pierre.
Vastra, Strax et Jenny se trouvent devant le TARDIS géant, entourés par les créatures, qui s'avèrent être des instances de la Grande Intelligence, dont l'une a l'apparence du Dr Siméon (La Dame de glace). Alors que Clara et le Docteur sont en train de traverser le TARDIS en ruines, Clara commence à avoir des vertiges (le Docteur la rejoint pour la tenir et l'aider a avancer) et à se souvenir des événements de Voyage au centre du TARDIS grâce au lien télépathique avec le TARDIS. Le duo rejoint alors Vastra, Strax et Jenny, et sont capturés avec leurs amis par les créatures.
Siméon exige du Docteur qu'il dise son vrai nom afin d'ouvrir une porte, menaçant de tuer ses amis. Le Docteur refuse mais River Song apparaît au dernier moment, après avoir dit son nom par lien télépathique avec le TARDIS, permettant ainsi l'ouverture des portes. À l'intérieur, une colonne de lumière se situe là où la console se trouverait normalement. Le Docteur explique que ce sont les cicatrices des voyages dans le temps qu'il a laissées sur l'univers. Simeon déclare son intention d'y pénétrer et d'annuler les actes passés du Docteur, se sacrifiant pour détruire le Docteur. Son entrée dans la colonne fait s'effondrer le Docteur, défait en tout point de son histoire par Siméon. Alors que la Grande Intelligence disparaît, Vastra constate la disparition progressive des étoiles à l'extérieur, puis de Jenny, puis Strax redevient un Sontarien qui essaie de la tuer.
Clara se rend compte que si elle entre également dans l'arbre des voyages du Docteur, elle sera en mesure de sauver le Docteur de l'ingérence de Siméon. River apparaît et lui dit qu'elle ne sera pas en mesure de revenir, et le Docteur lui dit de ne pas y aller. Clara décide néanmoins d'entrer dans la colonne de lumière. Elle s'adresse au Docteur et lui dit « Courez, espèce de p'tit malin, et souvenez-vous de moi. » avant d'y pénétrer et de disparaître. Les événements de la scène d'ouverture de l'épisode sont montrés à nouveau, et Clara est témoin d'événements provenant de toutes les incarnations précédentes du Docteur et l'aide sans qu'il ne le sache par moments. Ayant sauvé la chronologie du Docteur (Jenny et Strax sont restaurés avec le reste de l'univers), elle continue de tomber indéfiniment et considère son rôle de « fille impossible » accompli.
Le Docteur parvient à se réveiller, et il décide de sauver Clara en entrant à son tour dans la colonne de lumière. River, qui croit qu'il ne peut pas entendre, lui crie de ne pas être si stupide et tente de le gifler, mais il attrape son poignet. Elle demande tristement pourquoi il l'a ignorée si longtemps, et il lui répond que les "au revoir" sont trop douloureux pour lui, et qu'elle doit exister comme un écho. River demande au Docteur de lui dire adieu avec promesse de la revoir, car c'est ainsi qu'il faut faire pour que ce soit le moins douloureux pour le Docteur, et afin que River puisse partir ; le Docteur s'exécute, avant de sauter dans la colonne de lumière, tandis que River disparaît.
Clara tombe dans un endroit caverneux, et voit les fantômes du passé du Docteur courir autour d'elle. La voix du Docteur la guide pour lui permettre d'attraper la feuille d'arbre qui était responsable de sa naissance (Les Anneaux d'Akhaten) et l'aide à trouver le Docteur avant que l'espace autour d'eux ne s'effondre. Après avoir attrapé la feuille elle continue d'avancer et le Docteur l'appelle : elle se retourne et le voit (citation: Clara, Clara venez avancez venez vers moi approchez un petit effort vous y arriverez. Comment ? Parce que c'est un défi impossible et vous êtes la Fille Impossible. Combien de fois m'avez vous sauvez la vie, Clara ? pour une fois laissez-moi vous renvoyez l'ascenseur, laissez-moi vous sauvez la vie. Vous devez me faire confiance, Clara. Je suis réel un petit pas de plus) et Clara se rapproche de lui et lui saute dans les bras. Alors qu'il a retrouvé son amie, le Docteur se retourne et ils repèrent un homme proche d'eux, que Clara n'a jamais vu auparavant. Le Docteur révèle que c'est une incarnation qui n'a pas le droit de porter le nom de "Docteur" en raison de ses actions dans cette incarnation. Il explique à Clara que son vrai nom n'est pas le plus important, il a choisi le nom de "Docteur" et le nom qu'une personne choisit est comme une promesse, il dit : « c'est lui qui a rompu cette promesse ». Clara épuisée s'évanouit et le Docteur la rattrape avant qu'elle ne tombe, et la porte dans ses bras. Alors que Clara n'entend pas ce qu'il dit il révèle « C'est lui mon secret... ». Cette incarnation inconnue répond en défendant ses actions, en déclarant qu'il n'avait « pas choisi » et qu'il a fait ce qu'il a fait « au nom de la paix et de la raison », le onzième Docteur lui rétorque, « mais définitivement pas au nom du Docteur ». Il s'en va avec Clara dans ses bras. L'inconnu (joué par John Hurt) se tourne vers eux, et le générique à l'écran l'identifie comme "Le Docteur".

## Distribution
- Matt Smith (VF : Marc Weiss) : Onzième Docteur
- John Hurt (VF : Alexandre von Sivers) : Docteur de la guerre
- Jenna-Louise Coleman[1] (VF : Marielle Ostrowski) : Clara Oswald
- Alex Kingston (VF : Manuela Servais) : River Song
- Richard E. Grant : la Grande Intelligence
- Neve McIntosh (VF : Cécile Florin) : Madame Vastra
- Dan Starkey (VF : Benoit Van Dorslaer) : Strax
- Catrin Stewart (VF : Melissa Windal) : Jenny Flint
- Eve de Leon Allen : Angie
- Kassius Carey Johnson (VF : Circé Lethem) : Artie
- Nasi Voustsas : Andro
- David Avery (VF : Gauthier de Fauconval) : Fabian
- Michael Jenn (VF : Jean-Michel Vovk) : Clarence
- Rab Affleck (VF : Alain Eloy) : Archie
- Samuel Irvine (VF : Maho Carpino) : Le petit messager
- Sophie Downham : Jeune Clara
- Paul Kasey : Whisper Man

### Version française
- Version française - Dubbing Brothers
- Adaptation - Chantal Bugalski
- Direction artistique - David Macaluso
- Mixage - Marc Lacroix

Avec les voix de :
- Romain Barbieux : les humanoïdes au visage blanc
- John Dobrynine : Dr Simeon
- Pascal Gruselle : Sixième Docteur
- Guy Pion : Deuxième Docteur

## Continuité
- La séquence introductive de l'épisode montre le Premier Docteur voler un TARDIS pour fuir avec Susan Foreman. Il s'agit d'un plan original, et de la première représentation à l'écran de l'apparence de base du TARDIS sans activation du circuit caméléon. Le TARDIS apparaît comme un cylindre métallique et non comme une cabine de police.
- Le Docteur découvre Trenzalore, à laquelle Dorium Maldovar fait référence depuis le Mariage de River Song.
- Le Docteur évoquait déjà la possibilité qu'il devienne apiculteur dans « Delta and the Bannermen » (1987).
- La Grande Intelligence donne d'autres noms que le Docteur aura portés avant sa fin : la Tempête, la Bête, le Valeyard. Le surnom "la Tempête" ou "la Tempête qui approche" fut utilisé dans les épisodes À la croisée des chemins, Le Seigneur des Rêves et L’Asile des Daleks. Quant au "Valeyard", il provient de l'histoire en quatorze épisodes qui prend toute la saison 23 en 1986, « The Trial of a Time Lord ».
- Elle fait également référence à la victoire du Docteur contre les Sycorax (L'Invasion de Noël) et contre le marchand Solomon (Des dinosaures dans l’espace).
- Clara se remémore les évènements survenus dans Voyage au centre du TARDIS.
- Lorsque le Docteur se retrouve face à la colonne représentant sa ligne temporelle, des extraits audios de tous les précédents Docteurs sont diffusés.
- De même, le prologue est composé d'images extraites et ré-incrustées d'épisodes de l'ancienne série, notamment The Aztecs (1964) (premier Docteur, accompagné de sa petite-fille Susan), The Five Doctors (1983) (second Docteur courant et troisième Docteur dans sa voiture, Bessie), The Invasion of Time (1978) (quatrième Docteur), Arc of Infinity (1983) (cinquième Docteur dans la Matrice), Dragonfire (1987) (septième Docteur suspendu à son parapluie) et Attack of the Cybermen (1985) (sixième Docteur marchant). On aperçoit également les huitième, neuvième et dixième Docteurs.
- Lorsque la Grande Intelligence annule toutes les victoires du Docteur, Madame Vastra cite Androzani, la planète où est mort le cinquième Docteur dans « The Caves of Androzani » (1984).
- Au tout début de l'épisode et lorsque Clara plonge dans la colonne représentant la ligne temporelle du Docteur, elle prononce les mots "I don't know where I am" ("Je ne sais pas où je suis"), déjà entendus dans l'épisode Enfermés dans la toile, et également "Run you clever boy and remember…", déjà perçus dans les épisodes L'Asile des Daleks et La Dame de Glace en rajoutant "me" à la fin de la phrase ("Courez espèce de petit malin et souvenez-vous de moi").
- On revoit la feuille introduite dans les Anneaux d'Akhaten.
- La présence de River Song sous forme de fantômes fait directement référence à la Bibliothèque des Ombres et le dénouement de cet épisode y est rappelé par elle.

## Liens
- (en) Le Nom du Docteur sur l’Internet Movie Database
- "The Name of the Doctor". critique de l'épisode sur le site Daily Mars